# Ohnišovská pahorkatina
Ohnišovská pahorkatina je geomorfologický okrsek Náchodské vrchoviny, kterou tvoří společně s Hronovskou kotlinou, Červenokosteleckou pahorkatinou a Sedloňovskou vrchovinou. Nejvyšším vrcholem Ohnišovské pahorkatiny je kopec Na vartě, který se nachází v Bohdašínské vrchovině.

## Popis
Ohnišovská pahorkatina se skládá z těchto podokrsků:
- Bohdašínská vrchovina (nejvyšší vrchol je Na vartě na sever od Sendraže (618 m n. m.) s rozhlednou Varta)
- Vrchovinská vrchovina (nejvyšší vrchol je kóta 475 m n. m. na jižním okraji Přibyslavi, odkud je výhled do České kotliny)
- Bysterská vrchovina (nejvyšší vrchol je kóta 596 m n. m. na severním okraji obce Rovné)
- Skuhrovská vrchovina (nejvyšší vrchol je kóta 596 m n. m. na jihozápadním okraji obce Osečnice)
- Kvasinská pahorkatina (nejvyšší vrchol je kóta 486 m n. m. mezi obcemi Svinná a Proloh)

Ohnišovská pahorkatina se táhne jako Bohdašínská vrchovina od obce Babí (která je součástí Náchoda) pod západním okrajem Dobrošovské vrchoviny a poté Dobřanské vrchoviny (podokrsky Sedloňovské vrchoviny) až k údolí Janovského potoka. Na východě je Bohdašínská vrchovina oddělena pásem Vrchovinské vrchoviny od Orlické tabule.
Vrchovinská vrchovina se táhne od severu od údolí obce Vysokov, kde sousedí s Krkonošským podhůřím (s jeho Kocléřovským hřbetem), mezi Orlickou tabulí a Bohdašínskou a posléze Bysterskou vrchovinou, kterou je ohraničena i na jihu mezi obcemi Bačetín a Domašín (částečně hranici tvoří údolí Brtevského potoka).
Bysterská vrchovina vyplňuje prostor mezi Dobřanskou vrchovinou a Orlickou tabulí (podokrskem Dobrušský úval) a na jihu je ohraničena Skuhrovskou vrchovinou a Kvasinskou pahorkatinou zhruba v údolí říčky Dědina.
Skuhrovská vrchovina a Kvasinská pahorkatina se táhnou od Bysterské vrchoviny na jih podél Uhřínovské vrchoviny (podokrsek Sedloňovské vrchoviny) a to tak, že Skuhrovská vrchovina s ní bezprostředně sousedí, zatím co Kvasinská pahorkatina vyplňuje prostor mezi Skuhrovskou vrchovinou a Orlickou tabulí. Na jihu jsou obě ohraničeny Žamberskou pahorkatinou; hranice probíhá na východ od Rychnova nad Kněžnou údolím Javornického potoka, resp. Liberského potoka u Liberku.